# Bloco
Au Brésil, un bloco de carnaval est un rassemblement de personnes qui décident de défiler ensemble pour le carnaval de manière semi-organisée. Ils sont souvent vêtus de la même manière pour montrer leur appartenance au bloco.
Un bloco peut regrouper les gens d'un même quartier, d'une même école, etc.

## Liste des principauxblocosdu Brésil

### Rio de Janeiro

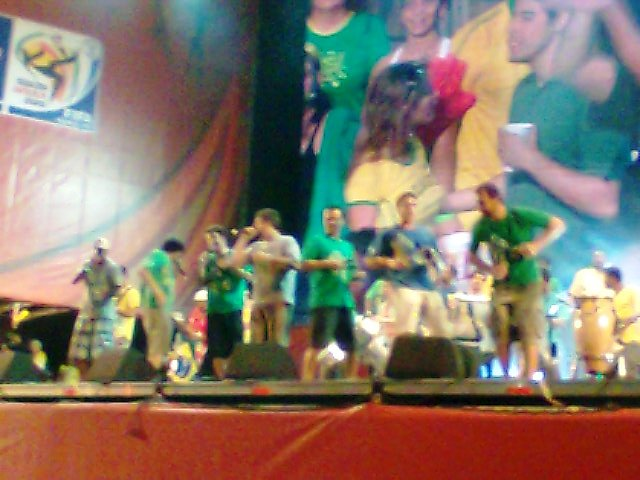
Bloco Monobloco, le 28 juin 2010.

- Banda de Ipanema
- Bafo da Onça
- Boêmios de Irajá
- Cacique de Ramos
- Carmelitas
- Cordão do Bola Preta
- Impussivi
- Monobloco
- Simpatia é Quase Amor
- Suvaco do Cristo
- bloco ou vai ou mama
- Foliões de Botafogo

### Belo Horizonte
- Bloco Por Acaso
- Bloco Mulatos do Samba
- Bloco Bacharéis do Samba
- Bloco Inocentes de Sta Teresa
- Bloco Invasores do Sto Antonio
- Bloco Infiltratos do Sta Teresa
- Bloco Aflitos do Anchieta
- Bloco Metralhas do IAPI
- Bloco Corsarios do Samba
- Bloco Apaixonados Pelo Samba
- Bloco Vila Estrela
- Bloco Comunidade Geral
- Bloco Piratas do PedroII

### Cuiabá/Mato Grosso
- Confraria Bode do Karuá[1]

### Olinda et Recife

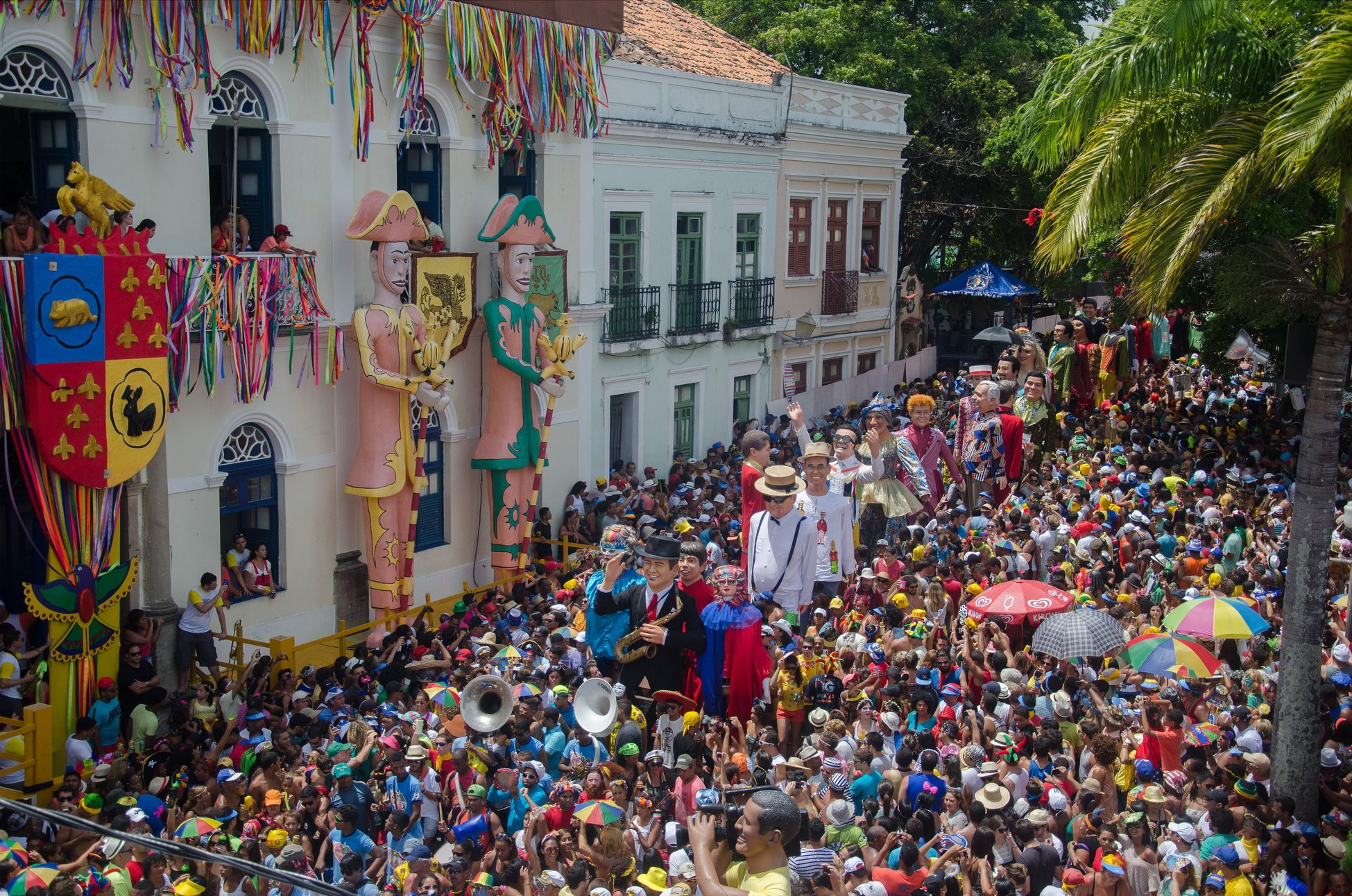
Carnaval d'Olinda, dans l’État de Pernambouc.

- Galo da Madrugada
- Rabo do Boca
- Bacalhau do Batata
- Bloco da Saudade
- Batutas de São José
- Madeira do Rosarinho
- Banhistas do Pina
- Siri na Lata
- Amantes de Glória
- Nem Sempre Lily Toca Flauta
- Eu Acho É Pouco
- Quanta Ladeira
- Enquanto Isso na Sala da Justiça
- Guaiamum Treloso
- Segura o Talo
- De Bar em Bar
- Jó da Água - Ur-01 ibura
- Acorda pra tomar gagau

### Salvador
- Ara Ketu
- Ilê Aiyê
- Olodum
- Timbalada